# Балдисеро Канавезе
Балдисѐро Канавѐзе (на италиански: Baldissero Canavese; на пиемонтски: Bausser, Баусер) е село и община в, Метрополен град Торино, регион Пиемонт, Северна Италия. Разположено е на 392 m надморска височина. Към 1 януари 2020 г. населението на общината е 535 души, от които 24 са чужди граждани.

## Култура

### Религиозни центрове
- Католическа енорийска църква „Св. Мария на тръните“ (Chiesa di Santa Maria della Spina), нач. на 18 век